# Тома, Людвиг
Людвиг Тома (нем. Ludwig Thoma; 21 января 1867, Обераммергау, — 26 августа 1921, Тегернзе) — немецкий писатель, драматург и поэт, адвокат, журналист, в реалистической либо в сатирической форме описывавший повседневную жизнь в Баварии на рубеже XIX—XX веков.

## Биография
Л. Тома родился в семье лесника, в многодетной семье (всего в семействе Тома было семеро детей). В 7-летнем возрасте, после того, как семья переехала в пригород Мюнхена Форстенрид, потерял отца. Из-за своего бескомпромиссного характера Людвиг вынужден был неоднократно менять школу. Одно из лучших произведений писателя, Истории озорников (Lausbubengeschichten), основывается на его личных воспоминаниях о школьной поре. После окончания гимназии изучает в Ашаффенбурге лесное хозяйство, затем через год поступает в Мюнхенский университет, на юридический факультет.
В 1894 году умирает мать Л. Тома, и в том же году он становится адвокатом в Дахау. Именно здесь он, в своей адвокатской практике, знакомится с этими «крестьянскими типами», нравы которых затем описывает в своих произведениях. В 1897 году Тома переезжает в Мюнхен. Здесь начинается его сотрудничество с сатирическим журналом «Симплициссимус», в котором Л. Тома публикует ряд своих произведений (под псевдонимом Петер Шлемихль). В 1899 году писатель оставляет работу адвоката и становится постоянным сотрудником «Симплициссимуса», а со следующего года — его главным редактором. В литературной области писатель прославился созданием бескомпромиссных сатирических произведений — рассказов и одноактных комедий, высмеивающих прусскую военщину с её милитаризмом и шовинизмом, мелкобуржуазное баварское общество с его двойной моралью и ограниченностью. В больших романах Л. Тома показывает тяжёлую жизнь крестьянских семей, с которой познакомился во время своей работы адвокатом.
В последующие годы Л. Тома совершает ряд поездок по Европе; много пишет, в том числе создаёт пьесы «Die Medaille» и «Die Lokalbahn». В 1907 году он вступает в брак с 25-летней филиппинской танцовщицей Мариеттой ди Ригардо (Марион). Брак этот не был удачным, Мариетта продолжала вести свободный образ жизни, и в 1911 году супруги разошлись. В 1906 году Тома становится, вместе с Германом Гессе, издателем журнала «März». В том же году писатель был осуждён на 6 недель ареста в связи с публикацией в «Симплициссимусе» его стихотворения, в котором Тома якобы оскорблял общественную нравственность. В 1908 году с большим успехом состоялась премьера его комедии «Moral».
В 1908 году писатель переезжает в Тегернзе. Вплоть до начала Первой мировой войны Л. Тома придерживается леволиберальных политических взглядов, что особенно видно по резко сатирическому характеру его литературных произведений по отношению к аморальному обществу, бюрократическому государству и католической церкви. Такое отношение его в политике с 1914 года резко меняется на прямо противоположное (как и содержание журнала «Симплициссимус»). Тома добровольцем записывается в санитары и в 1915 году попадает на Восточный фронт в Галицию. Здесь он тяжело заболевает дизентерией и отправляется в тыл. Став «ура-патриотом», Л. Тома был яростным приверженцем «войны до победного конца». В июле 1917 года он вступил в Немецкую отечественную партию, а после поражения Германии в ноябре 1918 года отказался участвовать в общественной жизни в стране, удалившись в уединение своего дома в Тегернзе.
В 1918 году Л. Тома вступает в отношения с Майди Либерман из богатой еврейской семьи производителей шипучих вин Feist-Belmont. Однако дама была замужем, и её муж отказался дать ей развод. Значительную часть своего состояния, как и гонорары от издаваемых произведений, Тома завещал этой женщине.
В 1916—1921 годах писатель создаёт многочисленные произведения. В газете Miesbacher Anzeiger он публиковал большое число анонимных и по большей части антисемитских разгромных статей, направленных против социал-демократического правительства в Берлине. Так, он в это время обозначает германскую столицу как «смесь из галицийского еврейского местечка и нью-йоркского гангстерского квартала».
Скончался в своём доме в Тегернзе от рака. Похоронен в Роттах-Эгерне.

## Сочинения
- 1897: Agricola
- 1899: Die Witwen
- 1901: Die Lokalbahn
- 1901: Assessor Karlchen
- 1904: Der heilige Hies, иллюстрации Игнатиуса Ташера
- 1905: Lausbubengeschichten
- 1906: Andreas Vöst
- 1907: Tante Frieda
- 1907: Kleinstadtgeschichten
- 1909: Moral
- 1909: Briefwechsel eines bayrischen Landtagsabgeordneten
- 1910: Erster Klasse
- 1911: Der Wittiber
- 1911: Lottchens Geburtstag
- 1911: Ein Münchner im Himmel
- 1912: Magdalena
- 1912: Jozef Filsers Briefwexel
- 1913: Die Sippe
- 1913: Das Säuglingsheim
- 1913: Nachbarsleute
- 1916: Die kleinen Verwandten
- 1916: Brautschau
- 1916: Dichters Ehrentag
- 1916: Das Kälbchen
- 1916: Der umgewendete Dichter
- 1916: Onkel Peppi
- 1916: Heimkehr
- 1916: Das Aquarium und anderes
- 1917: Heilige Nacht
- 1918: Altaich
- 1919: Münchnerinnen
- 1919: Erinnerungen
- 1921: Der Jagerloisl
- 1921: Der Ruepp
- 1921: Kaspar Lorinser (фрагмент)

## Фильмография
- 1964: Истории озорника (Lausbubengeschichten)
- 1965: Тётя Фрида — Новые истории озорников (Tante Frieda — Neue Lausbubengeschichten)